# Brombeermann

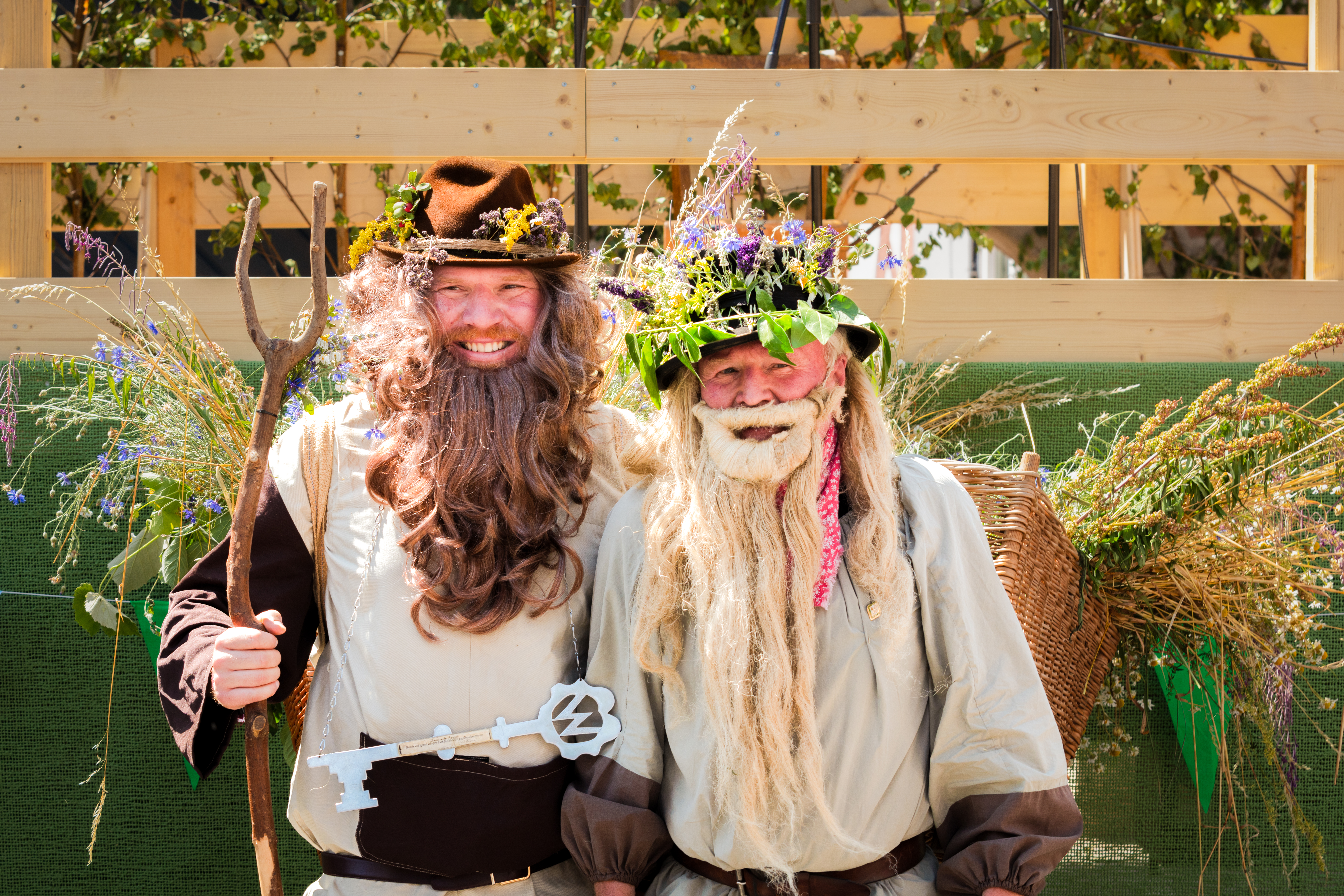
Der alte Brombeermann Uwe Roth (rechts) und der neue Brombeermann Christian Roth (links) beim 455. Wanfrieder Vogelschießen während des Volks-, Schützen- und Heimatfestes 2023.

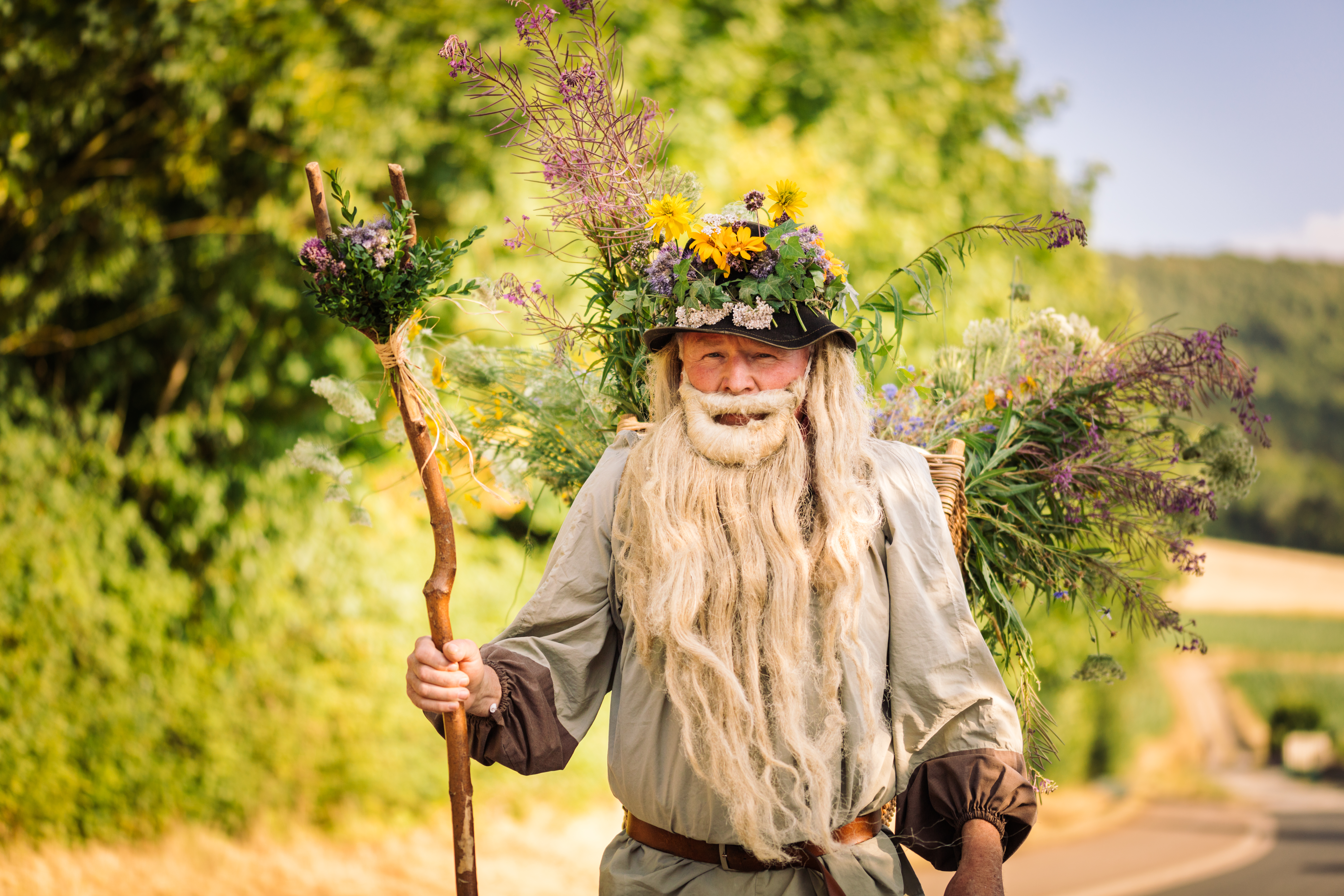
Der Wanfrieder Brombeermann beim 450. Wanfrieder Vogelschießen während des Volks-, Schützen- und Heimatfestes 2018.

Der Brombeermann ist die Symbolfigur des hessischen Ortes Wanfried. Jedes Jahr wird der Festumzug zum Schützenfest am zweiten Wochenende im Juli vom Brombeermann und seinem Gefolge (Elfen und Zwerge) angeführt. Vor dem Rathaus übergibt der Bürgermeister den Stadtschlüssel und übergibt damit vier Tage lang die Herrschaft über Wanfried an den Brombeermann.

## Entstehung der Brombeermann-Figur
Es existieren verschiedene Sagen und Märchen, welche die Entstehung der Brombeermann-Figur erklären. Eine der frühesten Erklärungen datiert die Entstehung auf den 30. August 1608, den Tag, an dem Wanfried durch den Landgrafen Moritz von Hessen-Kassel („Moritz der Gelehrte“) zur Stadt erhoben wurde. Landgraf Moritz machte zur Bedingung, dass die Wanfrieder ihm zur Reifezeit zwei Tragekörbe voll Brombeeren in sein Schloss Eschwege bringen mussten. Das soll zum Beinamen "die Brombeermänner" geführt haben.
Nach Ende des Zweiten Weltkriegs waren Schützenfeste 1945 als Ausdruck des deutschen Militarismus durch das Kontrollratsgesetz Nr. 8 verboten worden. Zum Ausgleich wurde unter der Leitung des damaligen Bürgermeisters von Wanfried ein Heimatfest geschaffen, bei dem der Brombeermann auftrat. Auch als fünf Jahre später Schützenfeste wieder erlaubt waren, wurde die Tradition beibehalten, und der Brombeermann trat von 1953 an auch im Rahmen des Schützenfestes von Wanfried auf.
Darsteller des Brombeermanns:
- Wolfgang Günther (1947)
- Fritz Sieland (1948–1984)
- Heinrich Roth (1985–1997)
- Uwe Roth (1998–2023)
- Christian Roth (seit 2023)

## Das Märchen vom Brombeermann
Der Inhalt des verbreitetsten Märchens um den Brombeermann ist:

„Eines Tages saß Frau Holle auf einer sonnigen Wiese am Berghang. Die Elfen und Zwerge tollten ausgelassen um sie herum, und ein besonders vorwitziger Zwerg spielte mit ihrer Perlenkette. Im wilden Spiel geschah es dann, daß die Kette zerriss, und die Perlen kullerten auf der Wiese den Hang hinunter. Frau Holle war darüber wütend und sprach: „Die Perlen sollen sich in Brombeeren verwandeln, und du musst sie alle bis zur letzten Beere in einer Nacht pflücken, bevor das Käuzchen in der Morgendämmerung dreimal ruft.“ Und so geschah es, da wo die Perlen zu liegen kamen, wuchsen rasch schöne prächtige Brombeersträucher und der Zwerg machte sich so gleich an die Arbeit. Mit einer Kiepe auf dem Rücken und einem Stab in der Hand, mit dem er sich am Hang abstützen konnte, fing er an zu pflücken. Die ganze Nacht hindurch bis zur Morgendämmerung, er erblickte schon die letzte Brombeere, da rief das Käuzchen zum ersten Mal. Er teilte mit dem Stab den Busch, um näher an die Brombeere zu kommen, da rief das Käuzchen ein zweites Mal. Nun reckte er sich und seine Fingerspitzen berührten fast schon die Brombeere, da rief das Käuzchen zum dritten Mal und wie durch Geisterhand war die Kiepe wieder leer und alle Brombeeren, die er schon gesammelt hatte, hingen wieder an den Sträuchern.

So vergingen viele viele Jahre, jede Nacht zur Brombeerzeit, machte sich der Zwerg an die Arbeit um die Brombeeren einzusammeln, damit Frau Holle ihre Perlenkette wieder bekam, aber jedesmal wenn er nach der letzten Beere greifen wollte, schrie das Käuzchen zum dritten Mal.

Eines Nachts jedoch, sein Bart reichte ihm schon bis auf die Erde und seine Kleidung war schon ganz zerschlissen, er reckte sich wieder nach der letzten Brombeere und das Käuzchen öffnete gerade den Schnabel um das dritte Mal zu rufen, kam eine mitleidige Elfe, die das Käuzchen verscheuchte. Der Zwerg konnte nun endlich die letzte Brombeere pflücken und in seine Kiepe legen und wie er das tat, verwandelten sich alle Brombeeren zurück in die Perlenkette von Frau Holle. Überglücklich konnte der Zwerg endlich Frau Holle die Perlenkette wieder geben.“